# Acalypha chamaedrifolia
Acalypha chamaedrifolia är en törelväxtart som först beskrevs av Jean-Baptiste de Lamarck, och fick sitt nu gällande namn av Johannes Müller Argoviensis. Acalypha chamaedrifolia ingår i släktet akalyfor, och familjen törelväxter. Inga underarter finns listade i Catalogue of Life.

## Bildgalleri

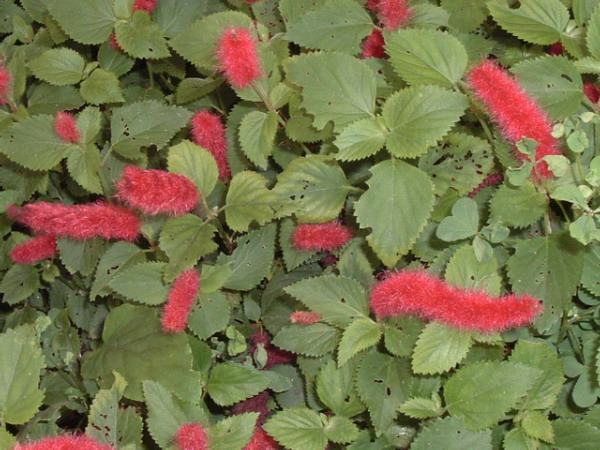